# 張召華
张召华，字实君，号复斋。湖南华容人，清朝政治人物。同進士出身。

## 生平
康熙二十四年，登進士。康熙三十一年，擔任晉江縣知縣，為官愛民并善於訴訟平定。后以母老请终养。